# Słubice (gromada w powiecie gostynińskim)
Słubice – dawna gromada, czyli najmniejsza jednostka podziału terytorialnego Polskiej Rzeczypospolitej Ludowej w latach 1954–1972.
Gromady, z gromadzkimi radami narodowymi (GRN) jako organami władzy najniższego stopnia na wsi, funkcjonowały od reformy reorganizującej administrację wiejską przeprowadzonej jesienią 1954 do momentu ich zniesienia z dniem 1 stycznia 1973, tym samym wypierając organizację gminną w latach 1954–1972.
Gromadę Słubice z siedzibą GRN w Słubicach utworzono – jako jedną z 8759 gromad na obszarze Polski – w powiecie gostynińskim w woj. warszawskim, na mocy uchwały nr VI/10/3/54 WRN w Warszawie z dnia 5 października 1954. W skład jednostki weszły obszary dotychczasowych gromad Grabowiec, Grzybów, Jamno i Słubice ze zniesionej gminy Słubice w tymże powiecie. Dla gromady ustalono 17 członków gromadzkiej rady narodowej.
1 stycznia 1958 do gromady Słubice przyłączono wsie Brzeziny, Potok Biały, Potok Czarny, Sielce i Sielce Małe ze zniesionej gromady Lasek w tymże powiecie.
31 grudnia 1959 do gromady Słubice przyłączono obszary zniesionych gromad Piotrkówek i Łaziska (bez wsi Alfonsów i Leonów) w tymże powiecie.
31 grudnia 1960 z gromady Słubice wyłączono wieś Kępa Karolińska, włączając ją do gromady Iłów w powiecie sochaczewskim w tymże województwie.
Gromada przetrwała do końca 1972 roku, czyli do kolejnej reformy gminnej. 1 stycznia 1973 w powiecie gostynińskim reaktywowano gminę Słubice (od 1999 gmina Słubice znajduje się w powiecie płockim).